# فوسن (فاوسکه)
فوسن (به لاتین: Fossen) یک آبشار در نروژ است که در فاوسکه واقع شده‌است.